# Грицина Юрій Васильович
Ю́рій Васи́льович Грици́на (нар. 15 червня 1971, Сєвєродонецьк, СРСР) — радянський та український футболіст, півзахисник. Відомий за виступами у складі київського «Динамо», елістинського «Уралана» та низки інших український, російських, литовських та латвійських клубів. Екс-гравець збірної України.

## Життєпис
Перші кроки у великий футбол почав робити під проводом Людвига Андрійовича Шубіна. І вже у сімнадцятирічному віці дебютував у складі луганської «Зорі» у матчі першої ліги чемпіонату СРСР. Загалом у 1988 році провів 5 матчів у формі луганчан, а команда виступила досить невдало і опустилася рівнем нижче. В наступному сезоні Грицина вже був основним гравцем, провівши 36 матчів та чотири рази засмутивши голкіперів суперника.

Яскравою грою молодий півзахисник звернув на себе увагу Валерія Лобановського і наступний сезон розпочав у складі «Динамо», ставши у першому ж сезоні чемпіоном СРСР серед дублерів. Всього ж у чемпіонаті Радянського Союзу Грицина провів 10 матчів і забив 1 гол.

Проте своє ім'я в історію київського клуба Юрій назавжди записав дещо пізніше. З його голу розпочалася новітня ера всього українського футболу — 7 березня 1992 року у матчі з харківським «Металістом» Грицина забив перший м'яч в історії чемпіонатів незалежної України.

У 1994 році замість Михайла Фоменка головним тренером було призначено Йожефа Сабо, який відправив Грицину до резервного складу. Не бажаючи просиджувати увесь час на лаві запасних, Юрій вирішив залишити команду. Так він опинився у Росії.

Можна сказати, що спочатку кар'єра Грицини складалася досить вдало. Після зміни тюменського «Динамо-Газовика» на «Уралан» прийшов перший успіх — разом з командою український півзахисник став переможцем турніру першої ліги Росії, занісши до свого активу у чемпіонському сезоні 10 забитих м'ячів. Однак, в Елісті він не залишився і новий сезон розпочав у складі «Сокола» (Саратов), з яким двічі поспіль зупинявся у кроці від пІдвищення в класі, задовольняючись бронзовими нагородами.

Наступним викликом для Грицини стали виступи у ФБК «Каунас», разом з яким він став чемпіоном Литви.

З цього моменту, фактично, кар'єра Юрія пішла на спад. І хоча він встиг отримати «срібло» першої російської ліги у складі новоросійського «Чорноморця» та записати до свого активу перемоги у чемпіонаті другого дивізіону та кубку ПФЛ у складі «Динамо» зі Ставрополя, на свій колишній рівень Грицина так вже і не вийшов.

Після виступів у Ставрополі він ще сезон відіграв у «Волзі» з Нижнього Новгорода та поїхав до Латвії, в якій вже встиг спробувати легіонерського хліба у 2003 році. Однак і там довше, ніж на сезон не затримався.

Провівши майже два роки поза великим футболом, у 2008 відновив свої виступи на професійному рівні у складі черкаського «Дніпра», де відіграв 25 матчів, забивши один м'яч, та повісив бутси на цвях.

Зараз бере участь у матчах ветеранів та любительських колективів.

## Виступи за збірну
| 01. | 18.05.1993 | «Жальгіріс», Вільнюс | Литва — Україна    | 1-2 | Товариський матч | 64' |  |  |  |
| 02. | 26.06.1993 | «Максимір», Загреб   | Хорватія — Україна | 3-1 | Товариський матч | 46' |  |  |  |

## Досягнення
- Дворазовий чемпіон України (2): 1992/93, 1993/94
- Срібний призер чемпіонату України (1): 1992
- Володар Кубка України (1): 1992/93
- Чемпіон Литви (1): 2000
- Срібний призер чемпіонату Латвії (1): 2003
- Переможець першої ліги чемпіонату Росії (1): 1997
- Срібний призер першої ліги чемпіонату Росії (1): 2002
- Бронзовий призер першої ліги чемпіонату Росії (2): 1998, 1999
- Переможець другого дивізіону чемпіонату Росії (1): 2004
- Володар Кубка ПФЛ Росії (1): 2004

## Цікаві факти
- За перший забитий м'яч в історії чемпіонатів України Грицині пообіцяли у Федерації футболу цінний подарунок — срібний перстень з каменями. Проте він не отримав його і досі.
- Юрія запрошували до лав збірної Росії напередодні Чемпіонату Світу-1994, проте він на Мундіаль так і не поїхав.